# Антецедентна долина
Антецедентна долина (от латински antecedentis – предшестващ) се нарича долина, прорязваща напряко издигаща се планина, която е по-млада от самата долина. Това означава, че реката е текла на въпросното място преди да започнат тектонските процеси, довели до издигането на земната кора. След това с разрушителното си въздействие тя е удълбавала скалите с по-бързи темпове, отколкото те са се издигали и не е позволила да бъде отклонена. Така че антецедентната долина всъщност е пролом. За нея е характерно скалисто речно легло и чести прагове и ниски водопади. Образувани са речни тераси. Типични примери за такива долини са Искърският пролом през Стара планина и проломът на река Брахмапутра през Хималаите. В Кавказ реките Терек и Кубан имат такива долини при пресичането на отделни хребети. Пример за обратното – когато реката не е могла да тече в същата посока и е трябвало да се „обърне“, е Амазонка. Издигането на Андите я е насочило на изток, но редица особености на речната фауна доказват, че в началото тя е била свързана с Тихия океан. Терминът е въведен от американския геолог Джон Уесли Пауъл.